# Cinclidotus nyholmiae
Cinclidotus nyholmiae là một loài rêu trong họ Cinclidotaceae. Loài này được Çetin mô tả khoa học đầu tiên năm 1988.